# 社会调查
社会调查一般指直接收集社会资料或数据的过程与方法，以进行社会研究。